# Margaret Scott (vũ công)
Bà Catherine Margaret Mary Scott, AC DBE (26 tháng 4 năm 1922 – 24 tháng 2 năm 2019) là một vũ công ba lê tiên phong sinh ra ở Nam Phi, người nổi tiếng là một giáo viên, biên đạo múa và quản trị viên trường học ở Úc. Là giám đốc đầu tiên của Trường múa ba lê Úc, cô được công nhận là một trong những người sáng lập ra truyền thống múa ba lê mạnh mẽ của đất nước này.

## Tuổi thơ và đào tạo ban đầu
Margaret Scott được sinh ra ở Johannesburg, Nam Phi, là con út trong ba người, bao gồm cặp song sinh Joan và Barbara. Khi còn nhỏ, cô được gia đình có tinh thần tự do khuyến khích theo đuổi sở thích khiêu vũ, vốn đã phát triển từ rất sớm. Trong suốt tuổi thơ của mình, cô đã tham gia các lớp học múa ba lê tại Trường múa Conmee, nơi, dưới sự chỉ đạo của Ivy Conmee do London đào tạo, hướng dẫn đã được đưa ra theo giáo trình của Học viện Khiêu vũ Hoàng gia. Khi tốt nghiệp trường Parktown Convent, Scott đã cùng mẹ đến London vào năm 1939, khi cô 17 tuổi và thử giọng thành công để vào học trường múa ba lê Sadler's Wells. Ở đó, cô nâng cao kỹ thuật cổ điển của mình dưới sự dạy dỗ khắt khe của Bà Ninette de Valois và một giảng viên nổi tiếng.

## Khiêu vũ ở Anh
Bất chấp chiến tranh bùng nổ với Đức vào tháng 9 năm 1939, ngay sau khi đến Anh, Scott quyết định ở lại London và tiếp tục tập luyện khiêu vũ. Sau vài tháng ở trường Sadler's Wells, cô gia nhập Sadler's Wells ballet và bắt đầu sự nghiệp chuyên nghiệp. Cô ở lại với công ty chỉ một năm. Bị màn trình diễn mạo hiểm hơn của ballet Rambert thu hút, cô đã nộp đơn vào công ty Marie Rambert và tham gia với tư cách là nghệ sĩ độc tấu với công ty này.
Được thăng chức thành vũ công chính vào năm 1943, Scott đã dành thêm 5 năm với vở ballet Rambert, nhảy các vai chính và vai phụ trong vở kịch, bao gồm các tác phẩm yêu thích của khán giả như Les Sylphides của Michel Fokine và Jardin aux Lilas của Antony Tudor Andrée Howard, nhân viên Frank và Walter Gore. Những năm chiến tranh là những năm khó khăn đối với công ty Rambert, nhưng nó đã bắt đầu phục hồi sức mạnh và sự nổi tiếng sau chiến tranh. Năm 1947, công ty ballet Rambert lưu diễn ở Úc, dưới sự bảo trợ của DD O'Connor và Hội đồng Anh. Chuyến du lịch thành công của công ty đã được kéo dài nhiều lần cho đến khi nó đã lưu diễn mười tám tháng liền. Khi tour diễn kết thúc, một số vũ công, bao gồm Scott và Sally Gilmour, đã chọn ở lại Úc.

## Khiêu vũ ở Úc
Năm 1949, Scott là thành viên sáng lập của Nhà hát Ba lê Quốc gia Gertrude Johnson, có trụ sở tại Melbourne và được Joyce Graeme, một cựu vũ công chính với vở ballet Rambert chỉ đạo. Trong mùa Giáng sinh năm 1949, Scott xuất hiện trong một vai trò đặc trưng trong The Glass Slipper, một kể lại của câu chuyện Cô bé Lọ Lem, và đầu năm 1950, cô nhảy vai trò chân trần của Thipa Thipa Bird trong corroboree, dàn dựng bởi Rex Reid nhạc của John Antill. Cuối năm đó, cô đã phục hồi Peter and the Wolf quyến rũ của Frank Staff, mà anh đã tạo ra vào năm 1940 cho vở ballet Rambert. Năm 1951, cô đã thử sức mình với vũ đạo nguyên bản, dựng vở Apollon Musagète  với Igor Stravinsky cho Hiệp hội Ba lê Victoria của Laurel Martyn. Cô trở lại London vào năm 1952 và là một trong sáu vũ công được John Cranko mời biểu diễn các tác phẩm của anh tại Nhà hát Kenton ở Henley-on-Thames và tại Lễ hội Aldeburgh. Sau đó, cô gia nhập công ty Rambert với tư cách là người tình ba lê và trợ lý cho Madam Rambert, trong đó cô chịu trách nhiệm chỉ đạo công ty lưu diễn.